# エマウサウルス
エマウサウルス（Emausaurus）は、前期ジュラ紀トアルシアン期に生息した装甲を持つ恐竜である装盾類の属である。化石はドイツから発見されている。唯一の頭骨がよく知られているが、その他に下顎と部分的な体の化石が知られている。発見されている装甲には3つの円錐形の鱗板と1つの長い棘が含まれている。
タイプ種Emausaurus ernstiは1990年ハルトムート・ハウボルトにより命名、記載された。属名はグライフスヴァルト大学（Ernst-Moritz-Arndt-Universität Greifswald）のアクロニム「EMAU」と古代ギリシャ語で「トカゲ」を意味するsauros/σαυροςから作られている。種小名はホロタイプ標本SGWG 85の発見者である地質学者ヴェルナー・エルンスト（ Werner Ernst）に献名されている。エルンストは1963年の夏、メクレンブルク＝フォアポンメルン州、グリンメン近郊のロームピットでジュラ紀前期トアルス期の地層から発見した。
ホロタイプの体長は約2 mと推定される。この個体は幼体であり、成体では4 mほどと推定される。小柄ではあるが、おそらく四足歩行で低位置の植生を食べていたとみられる。
分岐学的な解析の結果、エマウサウルスは装盾類であり、スクテロサウルスより派生的であるがスケリドサウルスより基盤的であると示されている。

## 参照
1. ↑  Norman, D.B., Witmer, L.M., and Weishampel, D.B. (2004). “Basal Thyreophora”. In Weishampel, D.B., Dodson, P., and Osmólska, H. (eds.). The Dinosauria, 2nd Edition. University of Californian Press. pp. 335–342. ISBN 0-520-24209-2
2. ↑  Haubold, H. 1990. Ein neuer Dinosaurier (Ornithischia, Thyreophora) aus dem Unteren Jura des nördlichen Mitteleuropa. Revue de Paleobiologie 9(1):149-177. [In German]